# Эренбург-Маннати, Наталья Лазаревна
Натали Эренбург-Маннати (Наталья Лазаревна Эренбург-Маннати, фр.  Nathalie Ehrenbourg-Mannati; 1884, Лозанна — 1979, Париж) — французский коллекционер, художник декоративно-прикладного искусства, искусствовед и педагог.

## Биография
Родилась в семье химика, выпускника Харьковского университета (1882) Лазаря Гершовича (Григорьевича) Эренбурга, купеческого второй гильдии сына, и Розы Петровны Эренбург. Двоюродная сестра писателя Ильи Григорьевича Эренбурга. Отец впоследствии занимался зерноторговлей в Харькове и в Крюкове (Кременчугского уезда Полтавской губернии); в 1890-е годы был директором-распорядителем Кременчугского Общества писчебумажного и лесопильного дела, в 1913—1917 годах уже сам был харьковским купцом второй гильдии и занимался угольным производством.
Училась в школе живописи в Мюнхене. Брала уроки живописи у Мориса Дени. Занималась коллекционированием русского народного прикладного искусства. Публиковала статьи об искусстве в эмигрантском литературно-художественном журнале «Гелиос» (1913—1914), с которым также сотрудничали её брат Илья и кузен И. Г. Эренбург. В 1913 году организовала выставку «Русское народное искусство в образе, игрушке и прянике» («L’art populaire russe dans l’image, le jouet, le pain d’épice») на Осеннем Салоне в Париже. Её статьи в первом номере журнала «Гелиос» были посвящены этой выставке. Собранная её коллекция образцов русского народного искусства включала около 300 экспонатов, в том числе лубочные картинки и свистули, которые с началом Второй мировой войны были ею переданы на хранение в парижский Музей человека.
В 1960 году организовала выставку «Неизвестные образцы русского народного искусства XIX века» («Aspects méconnus de l’art populaire russe du XIXe siècle») в Национальном педагогическом институте в Париже. В 1961 году её коллекция экспонировалась в Музее Оствалль в Дортмунде. В 1961 году сто лубков из её коллекции были приобретены Хоутонской библиотекой Гарвардского университета по рекомендации профессора Р. О. Якобсона.
В 1920 году основала ателье и школу l’Atelier-Ecole d’Arts Plastiques, которые занимались дизайном и росписью тканей в стиле Art Deco для модной одежды французских кутюрье. В 1922 году провела выставку работ своего ателье в галерее Я. Поволоцкого.
Рукописные материалы, связанные с И. Л. Эренбургом были ею переданы в фонд Б. И. Николаевского в архиве Гуверовского института при Стэнфордском университете. К столетию со дня её рождения 29—31 мая 1984 года в парижской Galerie de l’Imagerie прошла выставка «Tissus Art Deco». Известен портрет Натали Эренбург-Маннати работы Евгения Зака (1910).

## Публикации
- Von russischen Jahrmärkten ehedem: Sammlung Ehrenburg-Mannati. Paris: Museum am Ostwall, 1961.
- Poésie et imagerie populaires russes. Bureau De La Revue, 1965.
- Les jouets populaires russes au XIX siecle (журнал «Connaissance du Monde», декабрь 1965).
- Art populaire russe: les Koustari du XIX siecle (журнал «Jardin des Arts», № 163, июнь 1968).
- Aspects Meconnus de L’Art Populaire Russe Du XIXeme Siecle (Хоутонская библиотека Гарвардского университета).

## Семья
- Брат — Илья Лазаревич Эренбург (1887—1920), художник и журналист, участник Гражданской войны (погиб).
- Дочь — Марина Маннати (фр. Marina Mannati), филолог-библеист, переводчик псалмов и других библейских текстов, автор книг «Les ténèbres extérieures: trois essais sur la condition juive» (1946), «Le psaume 91: contribution à l'étude des psaumes» (1964), «Les Psaumes» (1966, ряд переизданий), «La prière de la Bible» (с соавторами, 1968), «Les Psaumes de l’hôte de YHWH» (1971), «Les Psaumes du rituel de l’Alliance» (1975).
- Двоюродная сестра — Мария Александровна Румер (урождённая Гуревич, 1888—1981), советский педагог-методист в области музыкального образования, заведующая отделом музыкального искусства НИИ художественного воспитания АПН СССР, кандидат искусствоведения, жена поэта-переводчика Осипа Борисовича Румера.
- Двоюродный брат — Георгий Борисович Эренбург (1902—1967), востоковед-синолог.